# Авраам Руссо
Авраам Руссо (справжнє ім'я — Абрахам Жанович Іпджян; нар.. 21 липня 1969, Алеппо, Сирія) — російський естрадний співак. Учасник фестивалю «Пісня року», чотириразовий володар премії «Золотий грамофон».

## Біографія
Народився 21 липня 1969 року в місті Алеппо в Сирії. Батько Жан — легіонер французького іноземного легіону, ветеран Другої світової війни, мати Марія — медсестра. В Авраама є старший брат Джон і сестра. Батько помер, коли Аврааму було 7 років, і вони з матір'ю переїхали до Парижу. Деякий час Руссо прожив у Франції. З самого дитинства захоплювався співом, а також не втрачав можливості взяти участь у різних творчих конкурсах. Кілька років майбутній артист провів у закритому чоловічому монастирі в Лівані.
Співати почав у 16 років у маленьких кафе і ресторанах, заробляючи на життя для всієї родини. Після закінчення університету зайнявся співом на професійному рівні.
Подорожуючи по світу, виступав у різних країнах, а під час поїздок вивчав іноземні мови. Авраам Руссо вільно говорить 13 мовами. Серед них — англійська, вірменська (західновірменська), французька, італійська, грецька, німецька, китайська, турецька, іспанська, арабська, гінді, іврит, російська.
Під час одного з виступів вокальні дані співака помітив власник ресторану, підприємець Тельман Ісмаїлов. Авраама запросили до Москви, де він почав виступати з 1999 року. На одному з ресторанних виступів Авраам познайомився з продюсером Йосипом Пригожиним. Так в біографії Авраама Руссо почався новий творчий період. Уклавши контракт з компанією «Нокс мьюзік» за сприяння Йосипа Пригожина, Руссо у 2000 році приступив до запису першого альбому. Дебютний альбом співака вийшов у 2001 році — «Amor». Потім в біографії Авраама Руссо пішли альбоми «Tonight» (2002), «Просто любити» (2003), «Заручні» (2006). Деякий час артист працює з іншим продюсером Олександром Бенішем, відомим імпресаріо.
2006 року пережив замах на своє життя, який лишився нерозкритим. Після цього живе в Нью-Йорку (США).

### Національність
Після геноциду вірмен сім'я емігрувала в Сирію, Алеппо, де і народився сам Авраам Руссо. В одному з інтерв'ю 2005 року, відповідаючи на репліку «Я чула, що … ви вірменин, а не сирієць», Руссо сказав: «Знаєте, чутки навкруги моєї національності розповсюджують „мої друзі“ — московські журналісти. Вони придумують все це, щоб зробити свої статті більш цікавими». В двох інтерв'ю — 2004 і 2008 року — він повідомив, що не може сказати конкретно, якої він нації і, взагалі, не хоче відповідати на це запитання.
У низці інтерв'ю вірменським виданням у 2010—2012 роках Руссо стверджував, що його батьки — вірмени, і сам він вважає себе вірменином.
Відповідаючи в 2011 році на питання «Нещодавно, коли ви були у Вірменії, ви сказали, що ви вірменин за походженням! Мені б хотілося дізнатися, чому у вашій біографії нічого про це не написано?» Руссо заявив:
«Нещодавно, коли ви були у Вірменії, ви сказали, що ви вірменин за походженням! Мені б хотілося довідатися, чому у вашій біографії нічого про це не написано?» Руссо заявив: «Як не написано? Я повинен кричати, що я вірменин? Перш за все, я артист російської естради, я не приховую свого походження».
Станом на вересень 2014 року в біографії Руссо на офіційному сайті не було вказано його етнічне походження.

### Ім'я і псевдонім
Справжні ім'я та прізвище, зі слів Руссо, — Abraham Ipjean (Абрахам Іпджіян, Авраам Іпджян). Відповідаючи в 2005 році на питання про схожість його прізвища з вірменською мовою, Руссо сказав: «„Ip“ турецькою — нитка. У моїх предків був нитковий завод. А батька звали Jean. Звідси і прізвище таке — Ipjean».
В інтерв'ю 2015 року Руссо сказав, що після 1994 року взяв прізвище батька — «Руссо». В інтерв'ю 2010 року Руссо повідомив, що вибрав найбільш красиву, на його погляд, форму свого справжнього імені (Авраам) і прізвище батька (Руссо) в якості сценічного псевдоніма. Необхідність псевдоніма (або зміни прізвища) він пояснив так: "Займаючись своєю розкруткою і поступово входячи в російський шоу-бізнес, я прекрасно розумів, що використовувати своє прізвище Іпджян я не міг. Саме тому мені довелося більш досконально вивчити свій родовід і взяти прізвище Руссо, що з давньогрецької перекладається як «червоненький».

## Особисте життя
- Дружина: Морела Руссо (Фердман) (нар. 1982), громадянка США. Зареєстрували шлюб в Бутирському РАГСі 8 вересня 2005 року. Повінчалися в Ізраїлі на різдвяні канікули (2005—2006).
- дочка Емануелла Руссо (нар. 27 грудня 2006 року) в США .
- дочка Аве Марія Руссо (з лат. «радуйся, Маріє») народилася 19 серпня 2014 року також у США.

## Дискографія
- 2001 — Далеко-далёко (виходив тільки на дисках)
- 2002 — Tonight
- 2003 — Просто любить
- 2006 — «Live» (концертний альбом)
- 2006 — «Grand collection» Авраам Руссо (збірник)
- 2006 — Авраам Руссо. The Best. (збірник)
- 2009 — «Resurrection (Воскресіння)»
- 2016 — «Нет невозможного»

## Сингли
- 2001 — «Amor»
- 2001 — «Tonight»
- 2001 — «Далеко-далёко»
- 2002 —2003  «Любовь, которой больше нет» та «Просто любить тебя» (з Крістіною Орбакайте)
- 2004 — «Знаю»
- 2006 — «Через любовь» (з Іванною)
- 2006 — «Обручальная»
- 2010 — «Не моя»
- 2011 — «Нежная Грешная»
- 2011 — «Цвет любви» (з Наталею Валевською)
- 2012 — «Нелюбимая»
- 2014 — «Дочь востока»
- 2015 — «Не сберёг» (з Радою Рай)
- 2016 — «Плакала ночь»
- 2016 — «Я тебе найду»
- 2016 — «Мои чувства — кружева»